# Harpa Þorsteinsdóttir
Harpa Þorsteinsdóttir (* 27. Juni 1986 in Garðabær; auch Harpa Thorsteinsdóttir) ist eine isländische ehemalige Fußballspielerin, die von 2006 bis 2018 für die isländische Fußballnationalmannschaft der Frauen spielte und mit dieser an den Fußball-Europameisterschaften 2013 und 2017 teilnahm.

## Karriere

### Vereine
Harpa spielte bisher nur für die isländischen Vereine UMF Stjarnan und Breiðablik Kópavogur. Mit Stjarnan gewann sie 2011, 2013 und 2014 den Meistertitel und die Torschützinnenkrone 2013 und 2014, 2015 wurde sowohl der Verein Zweiter in der Meisterschaft als auch sie in der Torschützinnenliste. Zudem gewann sie 2012, 2014 und 2015 den Landespokal. Mit Stjarnan nahm sie dann auch an der UEFA Women’s Champions League teil, scheiterte dort aber jeweils im Sechzehntelfinale am russischen Meister: 2012/13 an FC Sorki Krasnogorsk, 2014/15 und 2015/16 an Swesda 2005 Perm. Dabei gelang ihr 2014 bei der 2:5-Heimniederlage der Anschlusstreffer zum 1:2. Nachdem sie bei den ersten beiden Malen automatisch für das Sechzehntelfinale qualifiziert waren, mussten sie zuletzt in die Qualifikation, die sie mit drei Siegen überstanden, wobei sie beim 4:0 gegen KÍ Klaksvík zwei Tore schoss. Nachdem sie 2019 zu keinem Einsatz gekommen war, gab sie im März 2020 ihr Karriereende bekannt.

### Nationalmannschaft
Nachdem Harpa bereits Länderspiele für die U-17- und U-19-Nationalmannschaft Islands absolviert hatte, kam sie am 6. März 2006 bei der 0:1-Niederlage in Norwich gegen die Auswahl Englands zu ihrem Debüt in der A-Nationalmannschaft als sie drei Minuten vor dem Spielende eingewechselt wurde. Im folgenden Spiel gegen die Niederländerinnen am 12. April wurde sie 20 Minuten früher eingewechselt, danach musste sie aber sechs Monate auf ihre nächste Einwechslung warten, bestritt aber in der Zeit drei Spiele für die U-21-Mannschaft beim Nordic Cup 2006. Danach wurde sie in zwei Gruppenspielen und dem Spiel um Platz 9 beim Algarve-Cup 2007 jeweils zu Kurzeinsätzen eingewechselt. Ihre nächsten Einsätze folgten erst wieder beim Algarve-Cup 2008, wo sie in den drei Gruppenspielen jeweils eingewechselt wurde. 2008 gab es dann im September nur noch einen fünfminütigen Kurzeinsatz im Qualifikationsspiel zur EM 2009 gegen Frankreich. Beim Algarve-Cup 2009 kam sie zu drei Einwechslungen in zwei Gruppenspielen und dem Spiel um Platz 5. Nach zwei weiteren Kurzeinsätzen im April und Juli bei Freundschaftsspielen, konnte sie nach einem Beinbruch für die EM-Endrunde nicht berücksichtigt werden.
Harpa wurde danach erst im August 2010 beim 5:0-Sieg gegen Estland beim Stand von 4:0 wieder einmal eingewechselt. Nach der darauf folgenden 18-monatigen Pause wegen Schwangerschaft wurde sie im ersten Gruppenspiel des Algarve-Cup 2012 gegen Europameister Deutschland wieder eingewechselt und kassierte eine Minute nach der Einwechslung eine Gelbe Karte. Auch in den beiden folgenden Gruppenspielen wurde sie nur eingewechselt, im Spiel um Platz 5 gegen Dänemark, ihrem 20. Länderspiel stand sie dann erstmals in der Startelf, wurde aber in der 59. Minute ausgewechselt. In den nächsten drei Spielen kam sie dann wieder nicht zum Einsatz, in der Folgezeit wurde sie in 45 Länderspielen nur sechsmal nicht eingesetzt. Sie nahm dann auch an der EM 2013 teil, wo die Isländerinnen das Viertelfinale erreichten, dort aber mit 0:4 gegen Gastgeber Schweden ausschieden.
Beim Algarve-Cup 2014 erzielte die Stürmerin dann beim 2:1-Sieg gegen Norwegen ihr erstes Länderspieltor. Am 10. April 2014 gelang ihr dann beim 8:0 gegen Malta in der WM-Qualifikation der erste „Dreierpack“. Ein weiterer gelang ihr im bisher letzten Länderspiel beim 5:0 gegen Belarus am 12. April 2016 in der Qualifikation für die EM 2017. In der Qualifikation war sie mit zehn Toren beste Torschützin und ihre Mannschaft qualifizierte sich als Gruppensieger für die EM-Endrunde. Obwohl sie aufgrund ihrer Schwangerschaft und Geburt ihres zweiten Kindes seit Juni 2016 kein Länderspiel mehr bestritten hatte, wurde sie im Juni 2017 für die Endrunde nominiert und im ersten Spiel gegen Frankreich in der 75. Minute eingewechselt. Sie kam auch in den beiden anderen Spielen zum Einsatz, da aber die drei Spiele verloren wurden, schieden die Isländerinnen als Gruppenletzte aus.
In der Qualifikation zur Fußball-Weltmeisterschaft der Frauen 2019 hatte sie drei Einsätze, am Ende verpassten sie aber als fünftbester Gruppenzweiter die Endrunde.
Mit 19 Länderspieltoren liegt sie in der Torschützinnenliste der Isländerinnen auf dem siebten Platz.

## Erfolge
- Isländischer Meister 2011, 2013, 2014, 2016 (mit UMF Stjarnan)
- Isländischer Pokalsieger 2012, 2014 und 2015 (mit UMF Stjarnan)
- Isländischer Supercupsieger 2012 und 2015 (mit UMF Stjarnan)
- Isländischer Ligapokalsieger 2013, 2014, 2015 (mit UMF Stjarnan)
- 2013, 2014 und 2016: Torschützenkönigin der Pepsideild kvenna mit 28, 27 bzw. 20 Toren[7][8]

## Auszeichnungen
- Islands Fußballerin des Jahres 2014[9]

## Privates
Im April 2011 wurde sie Mutter eines Sohnes. Im Februar 2017 bekam sie ihr zweites Kind.